# Liste des US Routes en Arizona
Les US Routes en Arizona font partie du réseau des US Routes. Celles-ci sont entretenues par le Arizona Department of Transportation (ADOT). Il y en a onze parcourant un total de 2 029,85 miles (3 266,73 km). La US 191 est la plus longue avec 516,50 miles (831,23 km) et la plus courte est la US 64 parcourant 4,14 miles (6,66 km).

## Liste
| Numéro | Longueur (mi) | Longueur (km) | Terminus sud / ouest                       | Terminus nord / est                                                | Créée | Notes |
| ------ | ------------- | ------------- | ------------------------------------------ | ------------------------------------------------------------------ | ----- | --- |
| US 60  | 369,31        | 594,35        | I-10 à Brenda                              | US 60 à la frontière avec le Nouveau-Mexique près de Springerville | 1932  | Se rendait anciennement en Californie en passant par Ehrenberg. Le tracé a été repris par l'I-10.             |
| US 64  | 4,14          | 6,66          | US 160 à Teec Nos Pos                      | US 64 à la frontière avec le Nouveau-Mexique près de Teec Nos Pos  | 1989  | |
| US 70  | 122,08        | 196,47        | US 60 à Globe                              | US 70 à la frontière avec le Nouveau-Mexique près de Duncan        | 1935  | Se rendait anciennement en Californie en passant par Ehrenberg. Le tracé a été repris par la US 60 et l'I-10. |
| US 89  | 137,85        | 221,85        | I-40 BL / US 180 à Flagstaff               | US 89 à la frontière avec l'Utah près de Page                      | 1926  | Se terminait anciennement à Nogales. Le tracé a été repris par l'I-17, l'I-10 et l'I-19.                      |
| US 89A | 86,90         | 139,85        | US 89 à Bitter Springs                     | US 89A à la frontière avec l'Utah à Fredonia                       | 1960  | Ancien tracé de la US 89                                                                                      |
| US 93  | 199,38        | 320,87        | US 60 à Wickenburg                         | US 93 à la frontière avec le Nevada au Barrage Hoover              | 1935  | |
| US 95  | 123,36        | 198,53        | Fed. 2 à la frontière mexicaine à San Luis | I-10 / US 95 à la frontière avec la Californie à Ehrenberg         | 1960  | |
| US 160 | 159,35        | 256,45        | US 89 près de Tuba City                    | US 160 à la frontière avec le Nouveau-Mexique près de Teec Nos Pos | 1970  | |
| US 163 | 23,21         | 37,35         | US 160 à Kayenta                           | US 163 à la frontière avec l'Utah à Monument Valley                | 1970  | |
| US 180 | 287,77        | 463,12        | Parc national du Grand Canyon              | US 160 à la frontière avec le Nouveau-Mexique près d'Alpine        | 1961  | |
| US 191 | 516,50        | 831,23        | SR 80 à Douglas                            | US 191 à la frontière avec l'Utah près de Red Mesa                 | 1982  | Anciennement US 666                                                                                           |